# Marguerite Gioia Insolia
Marguerite Gioia Insolia (* in Massachusetts) ist eine US-amerikanisch-italienische Schauspielerin und Synchronsprecherin.

## Leben
Insolia wurde in Massachusetts als Tochter von Francesco und Suzanne Insolia geboren und wuchs sowohl in den USA als auch in Italien auf. Ihr Vater wurde auf Sizilien geboren und zog später in die USA, ihre Mutter stammt aus Boston und ist irischer, schottischer und französischer Abstammung. Sie spricht fließend Italienisch und spricht gutes Spanisch. Sie ist Absolventin der New York University. Ihr Religionswissenschafts- und Studiokunststudium schloss sie mit Cum Laude ab.
Ihr Fernsehschauspieldebüt gab Insolia 2009 in einer Episode der Fernsehserie Mad Men. Im selben Jahr wirkte sie in den beiden Spielfilmen Natale a Beverly Hills und Unlikely Prophets mit. 2010 war sie im Musikvideo zum Lied Shame der Sänger Robbie Williams und Gary Barlow zu sehen. Im selben Jahr hatte sie eine kleine Rolle im Blockbuster Inception inne. In den folgenden Jahren übernahm sie immer wieder Rollenbesetzungen in verschiedenen Kurzfilmproduktionen. 2012 spielte sie die titelgebende Hauptrolle im Film The Muse. Von 2012 bis 2013 war sie in der wiederkehrenden Rolle der Maggie in insgesamt 23 Episoden der Fernsehserie Massholes zu sehen. 2014 lieh sie der Katze Ma im Film Golden Winter 2 – Die Katzen sind los ihre Stimme.

## Filmografie (Auswahl)

### Schauspiel
- 2009: Mad Men (Fernsehserie, Episode 3x12)
- 2009: Natale a Beverly Hills
- 2009: Unlikely Prophets
- 2010: Inception
- 2010: Hinnon Valley (Kurzfilm)
- 2011: The Garden (Kurzfilm)
- 2011: Slickback (Kurzfilm)
- 2011: Jewbat (Kurzfilm)
- 2011: Bloody Wedding
- 2011: Let Go
- 2011: We the People (Kurzfilm)
- 2011: The Rehearsal Dinner (Kurzfilm)
- 2011: The Casting Office (Fernsehserie, Episode 1x10)
- 2012: The Whiskey Girls (Kurzfilm)
- 2012: The Stone (Kurzfilm)
- 2012: The Muse
- 2012: Boston Broads (Kurzfilm)
- 2012–2013: Massholes (Fernsehserie, 23 Episoden)
- 2013: CollegeHumor Originals (Fernsehserie, Episode 1x408)
- 2013: Was That Italian? (Kurzfilm)
- 2013: Go, Bolivia, Go! (Fernsehfilm)
- 2013: Our Friends Are F*cking (Kurzfilm)
- 2013: The Burden (Kurzfilm)
- 2013: Nothing in Los Angeles
- 2014: Dead on Appraisal
- 2014: Ready or Not (Kurzfilm)
- 2014: Tinder Testimonials (Fernsehfilm)
- 2014: Strangers (Kurzfilm)
- 2014: Hashtag BLESSED (Fernsehserie)
- 2014: The Pick Up Diaries (Fernsehserie)
- 2014: The Bachelor Chapters (Kurzfilm)
- 2015: Shit You’ve Done in an Uber (Kurzfilm)
- 2015: Pitiful Creatures (Fernsehserie, Episode 1x10)
- 2015: Tiff’s Top Tips (Fernsehserie, 5 Episoden)
- 2016: Glimpses of Greg (Fernsehserie, Episode 1x06)
- 2016: Awarewolf (Kurzfilm)
- 2016: Guber: Rideshare Stories (Fernsehserie)
- 2017: Camila (Kurzfilm)
- 2018: Poor Greg Drowning
- 2019: ODY (Kurzfilm)
- 2020: False Colors
- 2020: Recondition (Kurzfilm)

### Synchronisationen
- 2014: Coat Room (Kurzfilm)
- 2014: Golden Winter 2 – Die Katzen sind los (Santa Claws)